# Contea di Cascade
La contea di Cascade (in inglese Cascade County) è una contea del Montana, negli Stati Uniti. Il suo capoluogo amministrativo è Great Falls e fa parte dell'area statistica metropolitana di Great Falls.

## Geografia fisica
La contea ha un'area di 7.023 km² di cui lo 0,51% è coperto d'acqua. Il fiume Missouri scorre nella contea. Si tratta di un territorio parzialmente pianeggiante e in parte occupato dalle Montagne Rocciose a ovest.

### Contee confinanti
- Contea di Chouteau - nord-est
- Contea di Judith Basin - est
- Contea di Meagher - sud
- Contea di Lewis and Clark - ovest
- Contea di Teton - nord-ovest

## Storia
La contea di Cascade venne istituita il 12 settembre 1887 da parti delle contee di Meagher, Chouteau e di Lewis and Clark. Deve il suo nome alle cascate del fiume Missouri.

### Evoluzione demografica

Situazione demografica

## Città principali
- Belt - town
- Big Stone Colony - cdp
- Black Eagle - cdp
- Cascade - town
- Cascade Colony - cdp
- Centerville - cdp
- Fair Haven Colony - cdp
- Fort Shaw - cdp
- Gibson Flats - cdp
- Hardy - cdp
- Great Falls (capoluogo) - city
- Malmstrom Air Force Base - cdp
- Monarch - cdp
- Neihart - town
- Pleasant Valley Colony - cdp
- Riceville - cdp
- Sand Coulee - cdp
- Simms - cdp
- Sun Prairie - cdp
- Sun River - cdp
- Tracy - cdp
- Ulm
- Vaughn

## Strade principali
- Interstate 15
- U.S. Route 87
- U.S. Route 89

## Musei
- C.M. Russell Museum, su cmrussell.org. URL consultato il 19 maggio 2007 (archiviato dall'url originale il 13 agosto 2008).
- Children's Museum of Montana, su childrensmuseumofmt.org. URL consultato il 19 maggio 2007 (archiviato dall'url originale il 27 maggio 2007).
- High Plains Heritage Center, su highplainsheritage.org. URL consultato il 19 maggio 2007 (archiviato dall'url originale l'8 giugno 2007).
- Lewis and Clark National Historic Trail Interpretive Center, su fs.fed.us.
- Paris Gibson Square Museum of Art, su the-square.org.